# Dejdamrong Sor Amnuaysirichoke
Dejdamrong Sor Amnuaysirichoke (Trang, 7 novembre 1978) è un lottatore thailandese che milita tra i pesi piuma del ONE Championship, divisione di cui è stato campione inaugurale.
Ha inoltre praticato Muay Thai.

## Carriera Muay Thai
Amnuaysirichoke ha praticato la Muay Thai per oltre 20 anni, ed era il campione della seconda divisione Lumpinee,  racimolando un record non ufficiale di 282-65-3. Si è ritirato nel 2007.

## Carriera MMA

### Giovinezza
Amnuaysirichoke si avventurò nella MMA nel 2014, generando una striscia d'imbattibilità di sei incontri, tra cui la vittoria sul campione pesi piuma di ONE Championship, divenendo il lottatore MMA thailandese più conosciuto al mondo.
| Ris       | Record | Avversario      | Tramite                          | Evento                                        | Data       | Round | Tempo | Luogo                      | Note                                                                     |
| Sconfitta | 6-1    | Yoshitaka Naito | Sottomissione (Rear naked choke) | ONE Championship: Kingdom of Champions        | 27/05/2016 | 4     | 4:00  | Bangkok, Thailandia        | Ha perso il titolo di campione Pesi Piuma                                |
| Vittoria  | 6-0    | Yago Bryan      | Decisione (unanime)              | ONE Championship: Pride of Lions              | 13/11/2015 | 5     | 5:00  | Kallang, Singapore         | In origine era match titolato, non titolato perché Bryan non era in peso |
| Vittoria  | 5-0    | Roy Doliguez    | Decisione tecnica (unanime)      | ONE Championship: Warrior's Quest             | 22/05/2015 | 5     | 3:29  | Kallang, Singapore         | Ha vinto il match inaugurale della divisione piuma ONE Championship      |
| Vittoria  | 4-0    | Rene Catalan    | KO (ginocchiata)                 | ONE Fighting Championship: Warrior's Way      | 05/12/2014 | 1     | 2:30  | Manila, Filippine          |                                                                          |
| Vittoria  | 3-0    | Saiful Merican  | Sottomissione (armbar)           | ONE Fighting Championship                     | 17/10/2014 | 2     | 2:12  | Kuala Lumpur, Malesia      |                                                                          |
| Vittoria  | 2-0    | Ali Yaakub      | Sottomissione (Rear naked choke) | ONE Fighting Championship: Reign of Champions | 29/08/2014 | 1     | 2:34  | Dubai, Emirati arabi uniti |                                                                          |
| Vittoria  | 1-0    | Jomanz Omanz    | TKO (ginocchiate)                | ONE fighting championship: Era of Champions   | 14/06/2014 | 1     | 4:33  | Giacarta, Indonesia        |                                                                          |
| --------- | ------ | --------------- | -------------------------------- | --------------------------------------------- | ---------- | ----- | ----- | -------------------------- | ------------------------------------------------------------------------ |

## Titoli

### Mixed martial arts
- One Fighting Championship
  - One FC Strawweight Championship (Una volta)

### Muay Thai
- 105 Pounds Lumpinee Stadium champion (Due volte) (1999)
- 108 Pounds Lumpinee Stadium champion (2002)